# Asterocampa leilia
Asterocampa leilia är en fjärilsart som beskrevs av Edwards 1874. Asterocampa leilia ingår i släktet Asterocampa och familjen praktfjärilar. Inga underarter finns listade i Catalogue of Life.